# Áquila de Sinope

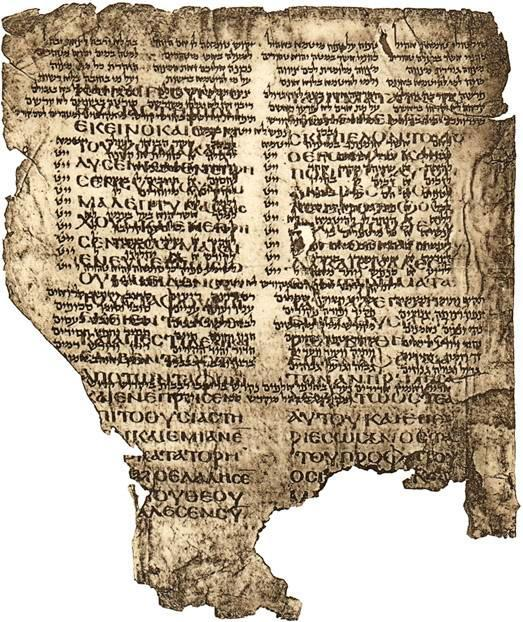
II Reis do texto de Áquila. Palimpsesto

Áquila de Sinope foi um nativo da cidade de Sinope, na província romana do Ponto, conhecido pela tradução literal que fez da Bíblia hebraica para o grego por volta de 130 d.C. Ele era um prosélito judeu.

## Tradução da Bíblia
Epifânio de Salamina (De Pond. et Mens. c. 15) preservou uma tradição de que ele seria parente do imperador romano Adriano, que empregou-o na reconstrução de Élia Capitolina (a cidade fundada pelos romanos após a destruição de Jerusalém na primeira metade do século II) e que ele teria se convertido ao cristianismo, mas, ao ser admoestado por praticar a astrologia pagã, se converteu ao judaísmo. Diz-se que a versão de Áquila era utilizada nas sinagogas no lugar da Septuaginta. Os cristãos, em geral, não gostavam da versão alegando, sem fundamento, que ela teria traduzido passagens (como Isaías 7:14) incorretamente, mas Jerônimo e Orígenes falaram muito bem dela, sendo que este último a incluiu em sua Hexapla.
Acreditava-se que a Hexapla era a única cópia da tradução de Áquila existente, mas, em 1897, fragmentos de dois códices foram levados para a Biblioteca da Universidade de Cambridge. Desde então eles tem sido publicados: os fragmentos contendo I Reis 20:7–17 e II Reis 23:12–27 por F. C. Burkitt em 1897, e os fragmentos com parte dos Salmos 90-103 por C. Taylor em 1899.